# Шведска на Светском првенству у атлетици на отвореном 2019.
Шведска је на 17. Светском првенству у атлетици на отвореном 2019. одржаном у Дохи од 27. септембра до 6. октобра учествовала седамнаести пут, односно учествовала је на свим првенствима до данас. Репрезентацију Шведске представљало 24 такмичара (13 мушкараца и 11 жена) који су се такмичили у 19 дисциплина (11 мушких и 8 женских).,
На овом првенству Шведска је по броју освојених медаља делила 12. место са 3 освојене медаље (1 златна, 1 сребрна и 1 бронзана).. У табели успешности према броју и пласману такмичара који су учествовали у финалним такмичењима (првих 8 такмичара) Шведска је са 5 учесника у финалу делила 15. место са 25 бодова.
| Плас. | Земља   | 1. место | 2. место | 3. место | 4. место | 5. место | 6. место | 7. место | 8. место | Бр. финал. | Бод. |
| ----- | ------- | -------- | -------- | -------- | -------- | -------- | -------- | -------- | -------- | ---------- | ---- |
| =15.  | Шведска | 1        | 1        | 1        | 0        | 0        | 1        | 0        | 1        | 5          | 25   |

## Учесници
| Мушкарци: - Андреас Крамер — 800 м - Кале Берглунд — 1.500 м - Адханом Абраха — Маратон - Персеус Карлстром — Ходање 20 км - Ато Ибанез — Ходање 50 км - Арманд Дуплантис — Скок мотком - Мелкер Сверд Јакобсон — Скок мотком - Тобиас Монтлер — Скок удаљ - Виктор Петерсон — Бацање кугле - Данијел Стол — Бацање диска - Симон Петерсон — Бацање диска - Ким Амб — Бацање копља - Фредрик Самуелсон — Десетобој | Жене: - Ловиса Линд — 800 м - Јоланда Нгарамбе — 1.500 м - Шарлота Фоугберг — Маратон - Јохана Беклунд — Маратон - Cecilia Norrbom — Маратон - Ерика Кинси — Скок увис - Ангелика Бенгтсон — Скок мотком - Михаела Мејер — Скок мотком - Тилде Јохансон — Скок удаљ - Фани Рос — Бацање кугле - Ванеса Камга — Бацање диска |  |

## Освајачи медаља (3)

### злато (1)
- Данијел Стол — Бацање диска

### сребро (1)
- Арманд Дуплантис — Скок мотком

### бронза (1)
- Персевс Карлстром — 20 км ходање

## Резултати

### Мушкарци
| Атлетичар             | Дисциплина   | Лични рекорд | Квалификације  | Квалификације  | Полуфинале           | Полуфинале           | Финале               | Финале        | Детаљи |
| Атлетичар             | Дисциплина   | Лични рекорд | Резултат       | Место          | Резултат             | Место                | Резултат             | Место         | Детаљи |
| --------------------- | ------------ | ------------ | -------------- | -------------- | -------------------- | -------------------- | -------------------- | ------------- | ------ |
| Андреас Крамер        | 800 м        | 1:45,03 НР   | 1:46,74        | 4. у гр. 1     | Није се квалификовао | Није се квалификовао | Није се квалификовао | 28 / 44 (46)  |        |
| Кале Берглунд         | 1.500 м      | 3:34,89 НР   | 3:36,19 КВ     | 3. у гр. 3     | 3:36,72 (.712)       | 5. у гр. 1           | 3:33,70 НР, ЛР       | 9 / 43 (45)   |        |
| Адханом Абраха        | Маратон      | 2:12:07      |                |                |                      |                      | 2:18:12 ЛРС          | 32 / 71 (100) |        |
| Персевс Карлстром     | 20 км ходање | 1:18:07 НР   | 1:27:00        |                |                      |                      |                      |               |        |
| Ато Ибанез            | 50 км ходање | 3:48:42      | 4:17:04        | 12 / 28 (46)   |                      |                      |                      |               |        |
| Арманд Дуплантис      | Скок мотком  | 6,05 НР      | 5,75 КВ        | 3. у гр. Б     |                      |                      | 5,97                 |               |        |
| Мелкер Сверд Јакобсон | Скок мотком  | 5,82д        | Није стартовао | Није стартовао | Није се квалификовао | Није се квалификовао |                      |               |        |
| Тобиас Монтлер        | Скок удаљ    | 8,22 НР      | 7,92 кв        | 5. у гр. Б     | 7,96                 | 9 / 26 (27)          |                      |               |        |
| Виктор Петерсон       | Бацање кугле | 20,70        | 20,31          | 9. у гр. Б     | Није се квалификовао | 26 / 34 (35)         |                      |               |        |
| Данијел Стол          | Бацање диска | 71,86 НР     | 67,64 КВ       | 1. у гр. Б     | 67,59                |                      |                      |               |        |
| Симон Петерсон        | Бацање диска | 66,39        | 63,65 кв       | 4. у гр. А     | 63,72                | 9 / 32               |                      |               |        |
| Ким Амб               | Бацање копља | 86,03        | 84,85          | 2. у гр. Б     | 80,42                | 8 / 30 (32)          |                      |               |        |

#### Десетобој
| Дисциплина    | Фредрик Самуелсон | Фредрик Самуелсон | Фредрик Самуелсон | Фредрик Самуелсон | Фредрик Самуелсон | Фредрик Самуелсон |
| Дисциплина    | Лич. рек.         | Резултат          | Бод.              | Плас.             | Укупно            | Плас.             |
| ------------- | ----------------- | ----------------- | ----------------- | ----------------- | ----------------- | ----------------- |
| 100 м         | 10,81             | 11,13             | 832               | 18.               | 832               | 18.               |
| Скок удаљ     | 7,81              | 7,11              | 840               | 18.               | 1.672             | 17.               |
| Бацање кугле  | 14,93             | 13,97             | 727               | 17.               | 2.399             | 19.               |
| Скок увис     | 2,08              | 2,02              | 822               | 10.               | 3.221             | 18.               |
| 400 м         | 48,99             | 50,08             | 811               | 18.               | 4.032             | 18.               |
| 110 м препоне | 14,10             | 14,78             | 876               | 16.               | 4.908             | 17.               |
| Бацање диска  | 45,19             | 42,71             | 720               | 19.               | 5.628             | 17.               |
| Скок мотком   | 5,00              | 4,80              | 849               | 10.               | 6.477             | 15.               |
| Бацање копља  | 59,33             | 57,39             | 699               | 15.               | 7.176             | 15.               |
| 1.500 м       | 4:33,99           | 4:39,48           | 684               | 8.                | 7.860             | 15.               |
| Десетобој     | 8.172             |                   |                   |                   | 7.860             | 15 / 19 (24)      |

### Жене
| Атлетичарка       | Дисциплина   | Лични рекорд | Квалификације      | Квалификације      | Полуфинале            | Полуфинале            | Финале                | Финале       | Детаљи |
| Атлетичарка       | Дисциплина   | Лични рекорд | Резултат           | Место              | Резултат              | Место                 | Резултат              | Место        | Детаљи |
| ----------------- | ------------ | ------------ | ------------------ | ------------------ | --------------------- | --------------------- | --------------------- | ------------ | ------ |
| Ловиса Линд       | 800 м        | 1:58,77 НР   | 2:03,72            | 6. у гр. 5         | Није се квалификовала | Није се квалификовала | Није се квалификовала | 33 / 40 (41) |        |
| Јоланда Нгарамбе  | 1.500 м      | 4:05,18      | 4:09,22 КВ         | 6. у гр. 2         | 4:03,43 ЛР            | 9. у гр. 2            | Није се квалификовала | 9 / 35       |        |
| Шарлота Фоугберг  | Маратон      | 2:29:40      |                    |                    |                       |                       | 2:49:17               | 18 / 40 (70) |        |
| Јохана Беклунд    | Маратон      | 2:35:10      | 3:08:30            | 37 / 40 (70)       |                       |                       |                       |              |        |
| Cecilia Norrbom   | Маратон      | 2:35:56      | Није завршила трку | Није завршила трку |                       |                       |                       |              |        |
| Ерика Кинси       | Скок увис    | 1,97         | 1,85               | 8. у гр Б          |                       |                       | Није се квалификовала | 18 / 29      |        |
| Ангелика Бенгтсон | Скок мотком  | 4,81д        | 4,60 КВ            | 6. у гр. Б         | 4,80 НР, ЛР           | 6 / 31 (32)           |                       |              |        |
| Михаела Мејер     | Скок мотком  | 4,75д        | 4,35               | 14. у гр. А        | Нису се квалификовале | 26 / 31 (32)          |                       |              |        |
| Тилде Јохансон    | Скок удаљ    | 6,73         | 6,48               | 8. у гр. Б         | Нису се квалификовале | 17 / 31               |                       |              |        |
| Фани Рос          | Бацање кугле | 19,06 НР     | 18,01              | 6. у гр Б          | Нису се квалификовале | 14 / 27               |                       |              |        |
| Ванеса Камга      | Бацање диска | 59,06        | 67,39              | 14. у гр. Б        | Нису се квалификовале | 24 / 29 (30)          |                       |              |        |